# Walter Satterthwait
Walter Satterthwait, né le 23 mars 1946 à Bryn Mawr en Pennsylvanie et mort le 26 février 2020, est un auteur américain de roman policier.

## Biographie
Il passe son enfance dans plusieurs villes de la côte Est, publie quelques récits dans le journal de son collège mais ne termine pas ses études. Il s’inscrit toutefois à l’université de Portland en Orégon, mais délaisse encore ses cours avant d’avoir obtenu un diplôme. Il exerce ensuite divers petits métiers : représentant en encyclopédies, correcteur, barman, gérant de restaurant.
Il amorce sa carrière de romancier avec la publication de Cocaïne Blues en 1979. Il se met alors à voyager (Thaïlande, Grèce, Pays-Bas), trouvant parfois dans les lieux visités son inspiration littéraire. C’est notamment le cas au Nouveau-Mexique, où il s'installe et qui devient le cadre des enquêtes du détective privé Joshua Croft.  Employé de l’agence Rita Mondragon à Santa Fe, Croft était auparavant policier dans le Connecticut.  Appelé au Nouveau-Mexique pour résoudre le mystère d’une disparition, il rate son coup et, par sa faute, un suspect tue le mari de Rita et laisse celle-ci handicapée à vie. Depuis, Rita fait de la peinture en amateur dans son fauteuil roulant et s’adonne à son activité de prédilection, l’informatique, pendant que Croft accepte des contrats qui lui font côtoyer la violence quotidienne d’une société américaine sur le déclin.
En marge de la série Joshua Croft, Satterthwait écrit des romans policiers humoristiques qui mettent en scène la rencontre plus ou moins improbable de personnages historiques : Doc Holliday et Oscar Wilde (qui séjourne en Amérique) dans Le Crime d’Oscar Wilde (1991) ; Arthur Conan Doyle qui vient en aide à Houdini, menacé de mort, dans Escapade ; Ernest Hemingway et Gertrude Stein qui se retrouvent, dans le Paris de 1923, mêlés à une sombre histoire dans Mascarade... Ces deux derniers titres font partie d’une série ayant pour double héros le détective privé Phil Beaumont et une jeune dame de compagnie âgée de vingt-trois ans, Janet Turner.  Ces récits, qui imbriquent adroitement le whodunit classique au roman noir, valent surtout par leurs références nombreuses à la littérature policière de l’Entre-deux-guerres. Le troisième, Cavalcade, n'est pas encore paru en français.

## Œuvre

### Romans

#### SérieJoshua Croft
- Wall of Glass (1987) Publié en français sous le titre L’Affaire du collier, Paris, Librairie des Champs-Élysées, Le Masque no 2272, 1996
- At Ease with the Dead (1990) Publié en français sous le titre La mort n’est pas une étrangère, Paris, Librairie des Champs-Élysées, Le Masque no 2239, 1995
- A Flower in the Desert (1992) Publié en français sous le titre La Rose des sables, Paris, Librairie des Champs-Élysées, Le Masque no 2323, 1997
- The Hanged Man (1993) Publié en français sous le titre L’Affaire du pendu, Paris, Librairie des Champs-Élysées, Le Masque no 2384, 1998
- Accustomed to the Dark (1996) Publié en français sous le titre Dans les ténèbres, Paris, Librairie des Champs-Élysées, Le Masque no 2402, 1998

#### SériePhil Beaumont et Jane Turner
- Escapade (1995) Publié en français sous le titre Escapade, Paris, Librairie des Champs-Élysées, Le Masque no 2282, 1996
- Masquerade (1998) Publié en français sous le titre Mascarade, Paris, Éditions du Masque, Grands Formats, 2001
- Cavalcade (2005)

#### Autres romans
- Cocaine Blues (1979)
- The Aegean Affair (1982)
- Miss Lizzie (1989) Publié en français sous le titre Miss Lizzie, Paris, Éditions du  Masque, Grands Formats, 2000 ; réédition, J’ai lu no 6115, 2002
- Wilde West (1991) Publié en français sous le titre Le Crime d’Oscar Wilde, Paris, Librairie des Champs-Élysées, Le Masque no 2230, 1995
- The Gold of Mayani (1995)
- Perfection (2001)
- Dead Horse (2007)
- New York Nocturne: The Return of Miss Lizzie, Mysterious Press/Open Road (016)

### Nouvelles
- Connection Terminated (1994)
- Sea Shanties and State Secrets (2004)
- The Mankiller of Poojeegai (2006)

### Entretien
- Sleight of Hand: Conversations With Walter Satterthwait by Ernie Bulow", Univ of New Mexico Press (1996)

## Prix et distinctions
- Prix du roman d'aventures 1996 pour Escapade